# Coqueiro Baixo
Coqueiro Baixo este un oraș în Rio Grande do Sul (RS), Brazilia.